# 다사권역
다사권역(多斯圈域)은 대구광역시 달성군의 지역으로, 다사읍과 하빈면으로 이루어진 월경지이다. 2020년 3월 말일 현재 내국인 인구는 93798명에 달하여, 대구 중구보다 많다.

## 역사
- 다사지현이 있었다.
- 신라 말기에는 하빈현이 설치됐다.
- 1419년(조선 세종 원년) 5월 대구현·수성현·해안현·하빈현을 통합하여 대구군으로 승격하였다.
- 1910년 10월 1일 대구군을 대구부로 개칭하였다.[3]
- 1914년 4월 1일 대구부를 분해하여, 도시 지역인 대구면만 대구부로 남기고,[4] 대구면을 제외한 대구부의 나머지 면과 현풍군이 달성군으로 개편되었다.[5] 이때 하동면·하남면이 다사면으로, 하서면·하북면이 하빈면으로 통합됐다.
- 1958년 1월 1일 : 달성군 동촌면, 월배면, 성서면, 공산면, 가창면이 대구시로 이관되어 다사권역은 달성군의 월경지가 되었다.[6]
- 1963년 1월 1일 : 대구시로부터 47개 법정동이 달성군에 환원되어 월배면·성서면·공산면·가창면을 다시 설치하면서 월경지에서 벗어났다.[7] (12면)
- 1981년 7월 1일 : 대구직할시가 설치되면서 달성군 월배읍·성서읍·공산면을 각각 대구직할시 남구·서구·동구로 이관하여 다사권역은 다시 달성군의 월경지가 되었다.[8]
- 1995년 3월 1일 : 달성군 전역이 대구광역시에 편입되었다.[9]
- 1997년 11월 1일 : 다사면이 다사읍으로 승격하였다.
- 2001년 3월 19일 : 다사읍에 서재출장소(서재리·세천리·방천리 관할)를 설치하였다.
- 2005년 10월 18일 대구 도시철도 2호선이 개통되었다.

## 행정
다사권역을 담당하는 군청 출장소는 없으며, 다사읍과 하빈면으로 되어 있다. 다사읍은 금호강 이북인 본청 직할과 금호강 이남인 서재출장소(서재리·세천리·방천리 관할) 관할 지역으로 나뉜다. 경찰행정은 달성경찰서에서 형사기동센터를 운영한다. 소방행정은 대구강서소방서의 관할이며 우정은 대구달서우체국의 관할이다.

## 정치
군의원 선거구는 단독 선거구이나, 시의원 선거구는 화원읍·가창면과 묶여 있다. 그러나 중구 인구의 3배가 넘어 2022년 지방선거에서 중구를 2석으로 하고, 달성을 2석으로 한 현재의 선거구는 위헌성이 있게 되었다.

## 같이 보기
- 달성군
- 월경지